# ルイ・アームストロング
ルイ・アームストロング（英語: Louis Armstrong、1901年8月4日 - 1971年7月6日）は、アメリカ合衆国のトランペット奏者・作曲家・歌手。愛称はサッチモ (英語: Satchmo)、ポップス (英語: Pops)、ディッパー・マウス (英語: Dipper Mouth)。口が大きいのでSatchel Mouth（小型カバン口つまり大口）略してSatchmo（サッチマ）と呼ばれた。

## 経歴

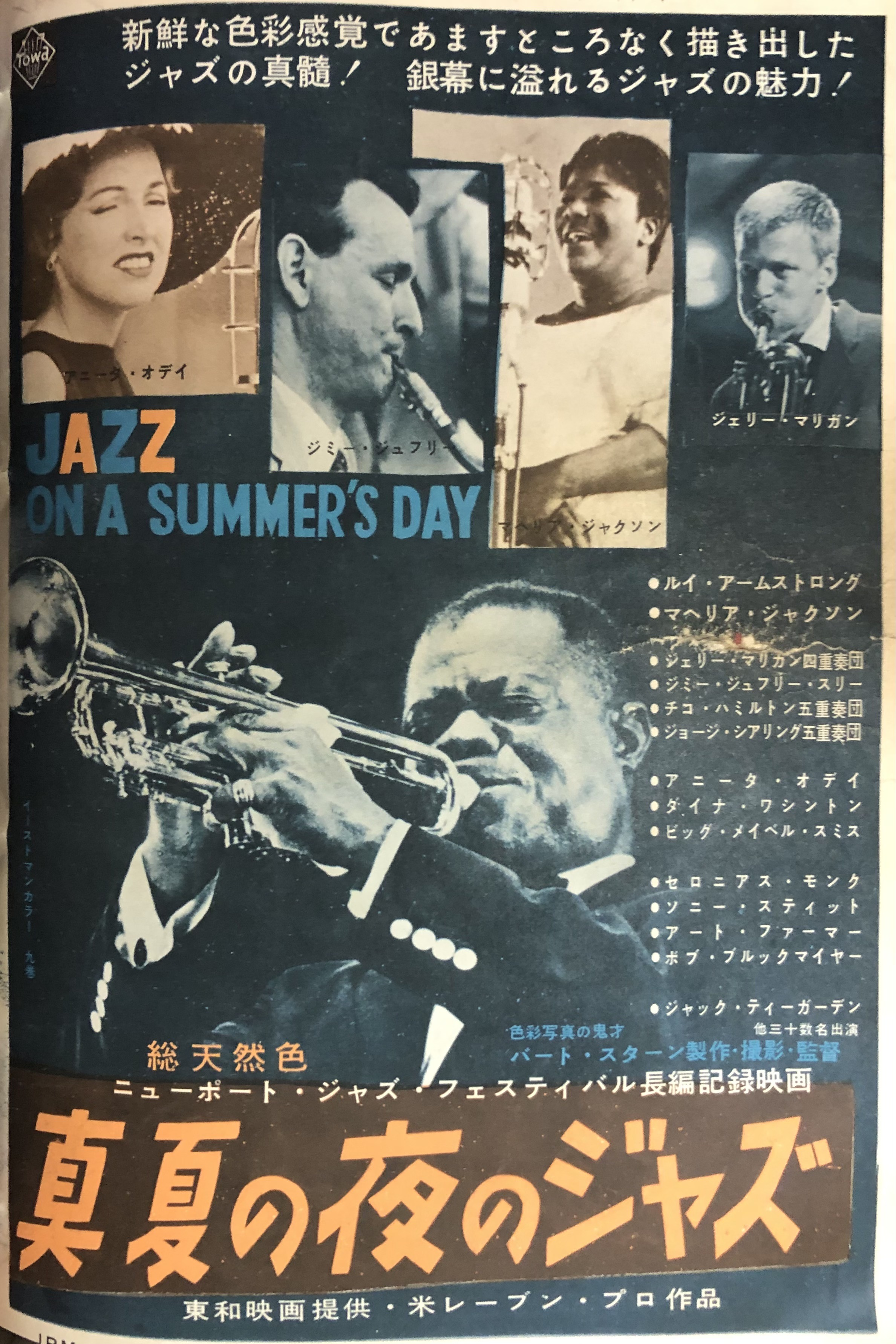
映画『真夏の夜のジャズ』。1960年に劇場公開された。

アームストロングが生まれ育ったのは、ニューオーリンズのアフリカ系アメリカ人が多く住む比較的貧しい居住区であった。子供の頃、祭りに浮かれ、ピストルを発砲してしまい、少年院に送られた。その少年院のブラスバンドでコルネットを演奏することになったのが、楽器との最初の出会いとなる。その後、町のパレードなどで演奏するようになり人気となった。
1923年、シカゴに移りキング・オリヴァーの楽団に加入。同年、初のレコーディングを行う。1924年にはニューヨークに行きフレッチャー・ヘンダーソン楽団に在籍。この時期、ブルースの女王ベッシー・スミスとも共演。その後シカゴに戻り、当時の妻リル・ハーディン・アームストロング（ピアノ）らと共に自分のバンドのホット・ファイヴを結成。同バンドが1926年に録音した楽曲「Heebie Jeebies」は、ジャズ史上初のスキャット・ヴォーカル曲として知られる。1925年11月～1932年、オーケー・レーベルで録音が行われた。
1930年代にはヨーロッパ・ツアーも行った。第二次世界大戦時には慰問公演も行った。しかし人種差別が法的に認められていた当時のアメリカでは、公演先でも白人と同じホテルへ泊まれない他、劇場の入り口さえ別々というような差別を受け続けた。1932年にビクター専属となり、1939年からデッカで録音が行われた。
1950年代には「バラ色の人生」や「キッス・オブ・ファイア」等が大ヒット。また、1953年には初の日本公演を行う。1956年にはエラ・フィッツジェラルドとも共演。1960年代、時代がビートルズを代表とするポップ・ミュージック一色となる中でも、多くのアメリカ国民に受け入れられた。ビートルズが連続1位の記録を1964年2月から更新中の1964年5月9日に「ハロー・ドーリー!」が全米№1を記録し、ルイ（63歳）は全米を驚愕させる。
1967年には「この素晴らしき世界」が世界的なメガヒットとなった。1968年には『サッチモ・シングス・ディズニー』を発表した。
1969年には『女王陛下の007』の主題歌に近い挿入歌「愛はすべてを越えて」を発表。イギリスでは1994年に「ミュージック・ウィーク」誌で、最高位3位を獲得している。
音楽性とサービス精神旺盛なエンターテイナーぶりが評価され、映画にも多く出演した。代表作はフランク・シナトラやビング・クロスビーと共演した『上流社会』や『5つの銅貨』『ハロー・ドーリー』等である。
LIFE誌が1999年に選んだ「この1000年で最も重要な功績を残した世界の人物100人」に選ばれている。ネルソン・ジョージは、ルイが黒人社会では「アンクル・トム」とレッテルを貼られていたと証言している。なお、リトルロック高校事件の際にドワイト・アイゼンハワー大統領が連邦軍の派遣を当初拒否したことに対してルイは「彼らが南部の仲間を扱うやり方だよ。政府は地獄に落ちる。有色人は国家なんて持ったことがないんだ」「（当時政府がソ連への文化工作としてルイのソ連ツアーを企画していたことに）われわれが必要なのはミシシッピでの親善ツアーだ」と発言している。
マリファナが大好きなことは音楽仲間の間では有名で、ルイは 「マリファナはウイスキーの1000倍素晴らしい」と豪語していたという。
1919年、デイジー・パーカーと結婚。いとこの息子クラレンス・アームストロング（幼少期のけがで知的障害があった）を養子にする。アームストロングは一生彼の面倒を見た。1923年離婚。
1924年、リル・ハーディンと結婚。リルはキング・オリヴァー・バンドのピアニストだった。アームストロングがツアーに明け暮れていたこともあり、1931年別居、1938年離婚。歌手で作曲家でもあった彼女は悲恋歌『just for a thrill』を1939年に発表。1959年にレイ・チャールズがカバーした。
その後、長年の恋人アルファ・スミスと結婚。 三番目の結婚は4年間続き、1942年離婚。
同年コットン・クラブの歌手ルシール・ウィルソンと結婚。1971年に彼が亡くなるまで添い遂げた。
アームストロングは四度結婚し、子供たちを愛したが、実子はなかった。 しかし、2012年11月に、57歳のSharon Preston-Foltaが「自分はアームストロングの娘である」と主張した。主張によればコットン・クラブのダンサーだったLucille "Sweets" Prestonとアームストロングの1950年代の情事から生まれたとのことである。

## 評価
アームストロングは明朗な性格と高い音楽的技術をあわせ持つカリスマ的かつ独創的な演奏者であり、洗練されていない地方的なダンスミュージックをポピュラーな音楽形態であるジャズへ発展させた。トランペット奏者、歌手としても有名。ジャズ界でも稀であるほどの天才トランペット奏者と言われ、ウィントン・マルサリスは「色々なトランペット奏者の良い所を盗もうとしたけど、アームストロングだけは盗めなかった。とにかく凄すぎるからさ」と賞賛。歌の方でもスキャットという手法を広めたことで知られ、「サンセット・カフェ」で出会ったキャブ・キャロウェイにスキャットを教えた。マイルス・デイヴィスは「アームストロングは喋りまでジャズになっている」と語っている。
ルイ・アームストロングと彼のホット・ファイブ（Louis Armstrong and His Hot Five）による「ウェスト・エンド・ブルース」（1928年6月28日録音）について、当時、ボルチモアの女郎屋で下働きをしていた少女ビリー・ホリデイは、「この歌声は、私にとって実に多くの意味を持つ歌に聞こえた。ある時は私をさめざめと泣かせたし、ある時はこの上なく幸福な気分にさせた」と述べている。

## ディスコグラフィ
- 1951年『Satchmo at Pasadena』：パサデナでのライブ・アルバム（デッカ）
- 1954年『Louis Armstrong Plays W.C. Handy』（コロムビア）
- 1955年『Satch Plays Fats』：盟友ファッツ・ウォーラーの作品集（コロムビア）
- 1955年『Louis Armstrong at the Crescendo, Vol. 1』(デッカ)
- 1956年『Ambassador Satch』：ヨーロッパでのライブ音源（コロムビア）
- 1956年『Ella and Louis』（ヴァーヴ）：エラ・フィッツジェラルドとの共演盤
- 1957年『Louis Armstrong Meets Oscar Peterson』(ヴァーヴ)
- 1957年『ポーギーとベス』 (エラ・フィッツジェラルドとの共演盤・グラミーの殿堂入りアルバム)（ヴァーヴ）
- 1957年『Ella and Louis Again』（ヴァーヴ）：エラ・フィッツジェラルドとの共演盤
- 1957年『Louis and the Angels』(デッカ)：天使にまつわる歌集
- 1958年『Louis and the Good Book』（デッカ）:黒人霊歌集
- 1959年『Satchmo In Style』（1949-1954年音源集）（デッカ）
- 1960年『Bing & Satchmo』：ビング・クロスビーとの共演盤（MGM）
- 1961年『The Great Summit』：デューク・エリントン・バンドとの共演盤（Roulette・ブルーノート)
- 1962年『The Real Ambassadors』（デイヴ・ブルーベックらとのミュージカル。モンタレー・ジャズ・フェスティバルでの実況録音）
- 1964年『Hello Dolly』：（全米第１位を記録した同名ミュージカルのタイトル曲を中心に構成）（Kapp）
- 1966年『Louis: Mame』：　(Mercury)
- 1968年『What a Wonderful World』：(New York, Las Vegasで録音）（ABC）
- 1968年『I Will Wait For You』：（Brunswick）
- 1970年『Country & Western』：(New York, Nashvilleで録音）（AVCO-Embassy）

### 編集・再発盤
- 1983年『タウン・ホール・コンサート(完全盤)』：1947年5月17日ニューヨークでのコンサート模様。（ソニー）
- 1990年『What a Wonderful World』（MCA）
- 1991年『An American songbook』（ヴァーヴ）
- 1992年『California Concerts』1951年、1955年のCivic Auditorium,Crescendo Clubでのコンサートから（GRP）
- 1995年『サッチモ・アット・シンフォニー・ホール』：1947年11月30日ボストンでのコンサート。（デッカ）
- 1995年『Butter & Eggman』（ライノ・レコード）
- 1996年『Struttin'』 (エドモンド・ホール楽団との共演盤)（Drive Archive）
- 1997年『The Complete Ella Fitzgerald & Louis Armstrong』（1956 - 1957年録音）（ヴァーヴ）
- 1997年『What a Wonderful Christmas』：クリスマス・アルバム（Hip-O Records）
- 1997年『Louis Armstrong at MGM: Now You Has Jazz』：(MGM映画出演作を音源に編集）（ライノ）
- 2000年『ケン・バーンズ・ジャズ~20世紀のジャズの宝物ールイ・アームストロング [Limited Edition]』（ソニー）
- 2000年『Hot Fives & Sevens』ボックス（1925～1930年録音音源の編纂盤、4枚組、JSPレコードから発売）
- 2000年『Louis Armstrong Sings: Back Through the Years』：Gentennial Celebration　（デッカ）
- 2000年『Katanga Concert』： Katanga concert(1960) Nice concert(1962) Elizabethville concert(1960)を収録（Milan)
- 2000年『Louis Armstrong and Duke Ellington: The Great Summit/Complete Sessions』（Roulette）２
- 2001年『サッチモ・シングス・ディズニー(デジタル・リマスター盤)』
- 2001年『Best Live Concert 1: Jazz in Paris』（1965年パリでのライブ）  （Umvd Labels）
- 2001年『Best Live Concert Vol.2 』（1965年パリでのライブ） （Musidisc）
- 2001年『ハロー・サッチモ!～ミレニアム・ベスト ルイ・アームストロング』：日本編集盤ベストアルバム。ジャケットは藤子不二雄Ⓐ。
- 2002年『Louis Armstrong Hot Five and Hot Seven Sessions』（1925～1928年の音源集）
- 2002年『ルイと仲間たち』（ユニバーサル ミュージック クラシック）
- 2006年『It's Louis Armstrong』：10枚組廉価版ボックス（メンブラン）
- 2006年『Defective Collection』（Hip-O Records）
- 2008年『ホッター・ザン・ザット』【メンブラン10CDセット】廉価ボックス
- 2008年『Hotter Than That Vol.2』【メンブラン10CDセット】廉価ボックス
- 2010年『Hello, Louis: Hit Years（1963-1969』：1960年代の3枚のアルバム「ハロードーリー」「メイム」「この素晴らしき世界」から編集（ヴァーヴ）
- 2010年『Five Pennies』：映画『五つの銅貨』サントラ
- 2011年『Live in Amsterdam 1959』：1959年アムステルダムでのライブ。（SOLAR）
- 2011年『Ambassador of Jazz Box』：10枚組ボックス（Universal I.S.）
- 2011年『Essential Collection』：廉価盤3枚組ベスト（Not Now UK）
- 2011年『Complete Louis Armstrong & the Dukes of Dixieland』：白人ディキシーランド・バンドとの共演集。3枚組。
- 2012年『Louis Armstrong: Okeh Columbia & RCA Victor Recordings-1925-1933』：10枚組ボックス（ソニー・レガシー）

## フィルモグラフィ
アームストロングは多くのフィーチャー映画および短編映画に出演した。その多くが本人役であった。
主な出演映画
- エックスフレーム Ex-Flame (1930) 本人役
- ラプソディー・イン・ブラック・アンド・ブルー A Rhapsody in Black and Blue (1932 短編) 本人役
- ベティの蛮地探検 I'll Be Glad When You're Dead You Rascal You (1932 短編) 本人役
- København, Kalundborg (1934) 本人役
- 黄金の雨 Pennies from Heaven (1936) ヘンリー
- 画家とモデル Artists and Models (1937) 本人役
- Every Day's a Holiday (1937) 本人役
- 恋のカーニバル Doctor Rhythm (1938) トランペッター
- Going Places (1938) ゲイブ
- ブルースの誕生 Birth of the Blues (1941) 本人役
- キャビン・イン・ザ・スカイ Cabin in the Sky (1943)トランペッター
- Show Business at War (1943 短編ドキュメンタリー) クレジット無し
- Jam Session (1944) クレジット無し
- Pillow to Post (1945) オーケストラ・リーダー
- ニューオーリンズ New Orleans (1947)
- ヒット・パレード A Song Is Born (1948) 本人役
- I'm in the Revue (1950) バンド・リーダー
- Saint-Germain-des-Prés (1950) 本人役
- 花婿来たる Here Comes the Groom (1951) クレジット無し
- Glory Alley (1952) シャドー・ジョンソン
- あいさつしてキス Saluti e baci (1953) 本人役
- グレン・ミラー物語 The Glenn Miller Story (1954) 本人役
- 上流社会 High Society (1956) 本人役
- Die Nacht vor der Premiere The Night Before the Premiere (1959) 本人役
- 5つの銅貨 The Five Pennies (1959) 本人役
- 悪いやつ The Beat Generation (1959) 本人役
- ラ・パロマ La Paloma (1959) 本人役
- Kærlighedens melodi (1959) ミュージシャン
- パリの旅愁 Paris Blues (1961) ワイルドマン・ムーア
- Auf Wiedersehen (1961) 本人役
- Berlin-Melodie (1963 テレビ映画)
- 青空のデイト When the Boys Meet the Girls (1965) 本人役
- Rhein-Melodie - Wein, Gesang und gute Laune (1966 テレビ映画)
- アダムのブルース A Man Called Adam (1966) ウィリー・ファーガソン
- ハロー・ドーリー! Hello, Dolly! (1969) オーケストラ・リーダー

## 著書
アームストロングは優れた文筆家でもあった。
- 『Swing That Music』（1936年）：最初の自伝
- 『Satchmo - My Life in New Orleans』 (1954年）：二冊目の自伝
- 『In His Own Words』（1999年、オックスフォード大学プレス）：雑誌への寄稿文・妻への手紙・若者へのアドバイス記事などを編纂したもの